# MAPPA
MAPPA (株式会社MAPPA, Kabushiki-gaisha Mappa) is een Japanse animatiestudio. Het hoofdkantoor staat in Suginami, Tokio.
MAPPA werd op 14 juni 2011 opgericht door Masao Maruyama, die mede in de jaren 70 ook studio Madhouse had opgericht.
De studio heeft onder andere de animefilms geproduceerd van Terror in Resonance, Yuri!!! on Ice, In This Corner of the World, Kakegurui, Banana Fish, Zombie Land Saga, Dororo, Dorohedoro, The God of High School, Jujutsu Kaisen, Attack on Titan, Vinland Saga, Chainsaw Man en Hell's Paradise.
MAPPA is een acroniem voor Maruyama Animation Produce Project Association.